# Sistema Paulista de Parques Tecnológicos
O Sistema Paulista de Parques Tecnológicos (SPTec) é a associação oficial de parques tecnológicos do estado de São Paulo.
O governador Geraldo Alckmin assinou o decreto que criou o Sistema Paulista de Parques Tecnológicos, no dia 6 de fevereiro de 2006.
Em 10 de dezembro de 2007, ocorreu a entrega do projeto do Sistema Paulista de Parques Tecnológicos na sede da FAPESP em São Paulo, coordenado por João Evangelista Steiner, pesquisador e docente da Universidade de São Paulo, à Secretaria de Desenvolvimento do Estado de São Paulo.
Existem 30 iniciativas para a criação de Parques Tecnológicos, sendo que uma possui credenciamento definitivo no sistema, a de São José dos Campos, e existem outros 18 credenciamentos provisórios em Araçatuba, Barretos, Botucatu, 3 em Campinas, Ilha Solteira, Mackenzie-Tamboré, Piracicaba, Ribeirão Preto, Santo André, Santos, 2 em São Carlos, São José do Rio Preto, 2 em São Paulo e Sorocaba.

## Parques conveniados
A Coordenação planeja inaugurar sete Parques Tecnológicos conveniados ao projeto. Outros podem filiar-se a posteriori.

### São José dos Campos
A prefeitura de São José dos Campos publicou no dia 17 de fevereiro de 2006 o decreto de desapropriação do terreno da Solectron, localizado à beira da Via Dutra.
O Parque Tecnológico de São José dos Campos abriga um campus da Faculdade de Tecnologia (FATEC), um campus da Universidade Federal de São Paulo (UNIFESP), um curso (Engenharia Ambiental) da Universidade Estadual Paulista (UNESP), uma unidade do Instituto de Pesquisas Tecnológicas (IPT) e outra do Instituto de Tecnologias Biomédicas (ItecBio). Empresas e instituições como Embraer, Boeing, Vale, Ericsson, ITA entre outros instalaram centros de pesquisa e desenvolvimento tecnológicos nas áreas de energia, aeronáutica, saúde e recursos hídricos e saneamento ambiental.

### Campinas
Já existe uma área delimitada para implantação do parque tecnológico de Campinas, o Pólo II do Ciatec. Na lei de zoneamento urbano, a sede do parque tecnológico está situada entre a Unicamp e a PUC-Campinas.
Diversas estruturas já estão instaladas no local, como o antigo centro de pesquisa da Telebrás, o CPqD, o Laboratório Nacional de Luz Síncrotron (LNLS) e empresas da área farmacêutica, de tecnologia da informação, muitas delas desdobramento das atividades da Unicamp e do CPqD. As 30 empresas ali instaladas empregam hoje quase 3 mil pessoas.

### São Carlos
Em São Carlos, a prefeitura assumiu a coordenação da equipe local do Parque através do CEDIN, o ParqTec (Science Park), e de representantes da Universidade Federal de São Carlos (UFSCar), USP, UNICEP, Unesp Araraquara e as duas unidades da Empresa Brasileira de Pesquisa Agropecuária (Embrapa) — a Instrumentação Agropecuária (CNPDia) e a Pecuária Sudeste.
O Parque Eco Tecnológico Damha também recebeu credeciamento definitivo em julho de 2012, no Sistema Paulista de Parques Tecnológicos (SPTec) para as suas atividades.
O Parque Tecnológico de São Carlos recebeu credenciamento definitivo em 5 de abril de 2013, no Sistema Paulista de Parques Tecnológicos (SPTec) e tem suas atividades voltadas para o setor de Tecnologia da Informação e Comunicação, Instrumentação Eletrônica, Automação e Robótica, Engenharia Não-Rotineira, Química Fina, Recursos Humanos, Comércio Exterior, Design, Marketing e Propaganda.
Em 2014, o Parque recebe novos investimentos para a expansão do governo do estado, além de uma expansão de 37 mil metros quadrados às margesn da Rodovia Washington Luís em doação feita pela Sobloco Construtora.

### Ribeirão Preto
O Parque Tecnológico de Ribeirão Preto foi inaugurado no dia 26 de março de 2014, o empreendimento contará na primeira etapa, com 1.585,81 m², dentro do campus da USP, tendo inicialmente dois pavimentos para abrigar uma incubadora de empresas e um centro tecnológico. O local contará com suporte necessário para a instalação de micro e pequenas empresas inovadoras, oriundos de projetos de pesquisa e desenvolvimento, a partir de alunos da USP e de outras relevantes universidades da região.
O Parque foi planejado em três etapas: na primeira, inaugurada, foram construídos os prédios que recebem a incubadora de empresas e o centro de tecnologia. Na segunda, estão previstas as instalações do segundo prédio e do núcleo administrativo. Já na terceira, a urbanização dos lotes para instalação de empresas.
O Parque Tecnológico tem como objetivo impulsionar o desenvolvimento científico e tecnológico da região, atraindo empresas que invistam em pesquisa e desenvolvimento (P&D) de produtos e processos inovadores, voltadas para as áreas de Saúde e Biotecnologia, e que priorizem o desenvolvimento sustentável.
A vocação do parque foi baseada em três pilares: (a) as Instituições de Ensino e Pesquisa - compreendendo a formação de recursos humanos, a disponibilização de serviços tecnológicos e competências tecnológicas, (b) as demandas e gargalos tecnológicos empresariais da região de Ribeirão Preto e do Brasil, e (c) as tendências tecnológicas nacionais e internacionais do setor de Saúde e Biotecnologia.

### São Paulo
Há dois parques em construção: o Parque Tecnológico do Jaguaré (estadual) e o Parque Tecnológico de São Paulo - Zona Leste (municipal). No Jaguaré, a construção dos prédios do parque está em fase de licitação.
As entidades que conduzem o projeto do Núcleo do Parque Tecnológico do Jaguaré são a USP, o IPT, o Ipen, o Sebrae e o Ministério da Ciência e Tecnologia (MCT), com apoio da Secretaria de Ciência, Tecnologia e Desenvolvimento Econômico do Estado. No caso do Parque Tecnológico de São Paulo - Zona Leste, até o presente momento temos a participação da USP. do Instituto Superior de Tecnologia e Inovação (ISITEC) e FATEC.